# Chiesa di Santa Croce (Abbadia San Salvatore)
La chiesa di Santa Croce è un luogo di culto cattolico che si trova ad Abbadia San Salvatore, in provincia di Siena.

## Storia e descrizione
Fu consacrata nel 1221. L'originale architettura gotica a tre navate fu distrutta da un incendio nel 1791. L'attuale edificio risale al 1801 e conserva nella facciata due formelle zoomorfe romaniche. Nel moderno interno si trova, all'ingresso, il fonte battesimale (1509), opera di manifattura senese, decorata con gli stemmi della comunità di Abbadia e della famiglia Piccolomini. Nella zona presbiteriale rialzata sono conservate due tele del primo Seicento: a sinistra la Madonna col Bambino e Santi della scuola di Giovanni Paolo Pisani e a destra una Pietà e Santi attribuita al senese Sebastiano Folli. Quest'ultima proviene dalla perduta chiesa di San Michele Arcangelo, anticamente ubicata nella vicina via Sant'Angelo.

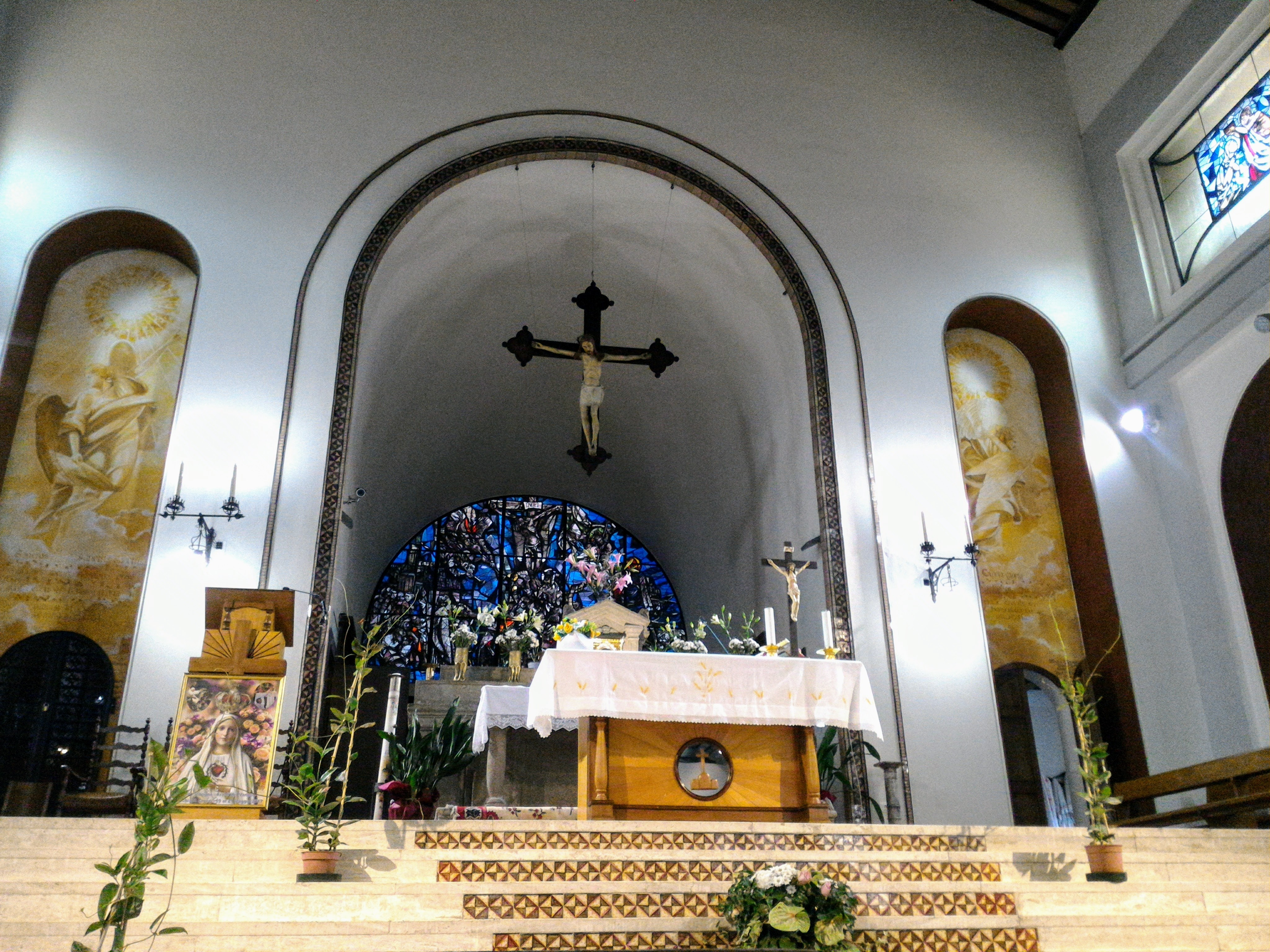
L'interno della chiesa